# Censura franquista
La censura a l'Espanya franquista va ser ordenada per Francisco Franco a l'Espanya franquista, entre 1936-1975. A l'Espanya franquista, els temes principals de la censura incloïen l'exposició pública de la ideologia política liberal, formes d'art com la literatura i el cinema, així com símbols d'ideologies estrangeres i no conservadores. Aquesta censura va ser impulsada principalment per la visió franquista d'unitat ideològica a Espanya. Com a conseqüència, Franco va demanar la censura dels materials que promovien idees liberals des de l'exterior, en particular els d'origen europeu. A part de la censura de la ideologia estrangera, símbols de identitat com ara els de Catalunya, també es van convertir en objectius principals de la censura. Sota el seu govern autoritari, la censura es va imposar principalment a través de la repressió política sistèmica. L'Estat franquista va reprimir l'expressió de la ideologia social i política liberal entre la ciutadania espanyola.
A part d'una forta censura governamental, Franco també va obtenir el suport de l'Església catòlica per perpetuar la censura. Més enllà de la censura motivada per l'Estat franquista, els crítics individuals tenien altres interessos, no polítics, que els van portar a convertir-se també en censors. Per exemple, els censors individuals alteraven un text per a la claredat i la coherència, o reescrivien les ressenyes per motius de propietat segons els seus estàndards individuals. Els censors polítics, en canvi, reprimien signes visibles de comportament liberal i buscaven pintar una imatge positiva de Franco. Donada la prevalença de la censura, l'Espanya franquista també va estar marcada per una sòlida cultura de resistència a la censura. Com a resposta a la repressió del govern, Espanya va viure una època que posteriorment va fomentar una cultura de resistència, expressada en diverses formes d'art.

## Tema i objectiu

### Literatura
Les autoritats franquistes controlaven els llibres que es publicaven i els que ja existien. Es van purgar les biblioteques públiques i es van fer cremes de llibres. El 7 de setembre de 1939 la Cambra Oficial del Llibre de Barcelona va enviar una circular als seus associats aconsellant la depuració de les llibreries.
La repressió del liberalisme polític i cultural va ser una de les principals motivacions dels censors que editessin diverses obres literàries. Alguns censors tenien motius alternatius per censurar obres literàries d'autors estrangers que no estava motivat per la ideologia franquista. Això es va fer amb el motiu que el pluralisme i la diversitat cultural representarien amenaces per a la unitat espanyola. Alguns escriptors també van participar en l'autocensura, conscients que el que escrivien passaria per les mans dels censors que revisarien la seva obra.
La traducció d'obres literàries de països estrangers va ser sotmesa a una censura integral. D'aquesta manera, la traducció va servir com a mitjà per reestructurar i alterar les versions originals de diverses obres, més que com a pont per a l'intercanvi intercultural. En el cas de l'Espanya franquista, s'editarien materials per eliminar continguts que es consideraven moralment censurables. D'acord amb les influències religioses de l'església catòlica, els editors reformularien i editarien aquestes obres estrangeres segons fos necessari. Més concretament, els censors van intentar minimitzar el potencial d'influència del liberalisme europeu sobre la cultura espanyola. Una certa censura de la literatura continua fins als nostres dies, ja que els textos censurats anteriorment no s'han actualitzat. La pròpia cultura espanyola també havia patit la censura estatal. L'administració franquista va prohibir l'exposició pública de símbols de la cultura espanyola, com el flamenc.
Els crítics i revisors de la literatura tendeixen a ser independents. Escrivien crítiques i sovint emmarcaven les seves crítiques com un suggeriment per a una major coherència o claredat de les idees dels escriptors. Els novel·listes de l'època franquista sovint presentaven les relacions tenses o conflictives entre personatges de ficció com un mitjà per transmetre les seves idees sobre la violència per part de l'estat, cosa que no hauria estat acceptable pels censors estatals. Els escriptors van comparar la violència en la vida privada de personatges de ficció, com la depredació sexual o la violència física, amb l'àmbit polític de la conquesta a l'Espanya franquista.

### Cinema
A l'Espanya franquista, el cinema va servir tant com a forma d'art com com a mitjà de discurs en una època de repressió. Aquesta repressió va funcionar més enllà de la revisió de les pel·lícules locals per part dels crítics. L'Estat franquista exigia que la traducció de pel·lícules estrangeres a Espanya s'adaptés als requisits i normes concrets establerts per l'administració franquista. Els productors de pel·lícules, els actors i els distribuïdors de pel·lícules eren generalment conscients d'aquests requisits, la qual cosa va donar lloc a un ampli ús del cinema com a mitjà per involucrar-se en grans qüestions socials i polítiques.
Entre els estudiosos contemporanis, el cinema nacional espanyol durant l'Estat franquista s'interpreta sovint com un senyal de transició política, social, econòmica i cultural, concretament com la transició de la nació dels valors tradicionals als valors moderns. Sovint es percep que els productors i intèrprets cinematogràfics resisteixen a la repressió imposada per l'Estat franquista a través de l'escriptura de guions i la interpretació al cinema. L'any 1937 es va emetre un conjunt de directrius per emfatitzar que la moral cultural s'havia de preservar mitjançant el control centralitzat del cinema. Es van fundar juntes de censura per tal de revisar i censurar adequadament les obres estrangeres que entraven a Espanya. El 1938 es van establir institucions estatals com la Comissió Nacional de Censura Cinematogràfica. Aquestes institucions estatals tenien l'encàrrec de vetllar per la integritat moral del contingut de les pel·lícules. Alguns exemples de contingut inacceptable inclouen contingut que mostra el divorci, el robatori, la sensualitat i la roba reveladora. Van projectar pel·lícules amb contingut que tenia potencial per causar desordre, pànic o violència.
Els drets de les dones, especialment els drets laborals de les dones, van ser reconeguts formalment per l'estat en el Pla de desenvolupament de 1963. Tanmateix, el catolicisme conservador va seguir sent la font principal d'orientació en la conducta personal i pública. Aquesta tensió ideològica percebuda va donar lloc a una època en què el cinema nacional espanyol es va interessar per les representacions de rols de gènere, amb moltes pel·lícules que abordaven la tensió entre tradició i modernitat. En mostrar els rols tradicionals de gènere de les dones al cinema, les institucions estatals van tendir a aprovar aquestes pel·lícules, percebudes com a representacions de la vida quotidiana pacífica.

### Nacionalismes perifèrics
Catalunya sota el domini de Franco va patir una àmplia censura i repressió després de la victòria de Franco sobre els nacionalistes. Després de la fi de la guerra civil espanyola, els intel·lectuals amb ideologies catalanes visibles van ser castigats de diverses maneres, com ara l'execució, la submissió i el treball forçat. Paral·lelament a l'empresonament, l'afusellament i l'exili d'aquests individus, es van eliminar de l'ús formal els rastres d'identitat catalana, com ara diaris, educació pública i revistes. Això es va fer per motius de cohesió lingüística, que dificultava l'edició en català.
A mitjans dels anys 50, quan l'Espanya franquista va reorientar les seves polítiques i va introduir un pla d'estabilització per incloure Espanya al mercat europeu, va començar a sorgir una petita xarxa de moviments d'oposició estudiantil. El seu objectiu era preservar la identitat catalana sota l'Estat franquista. Com a conseqüència de l'augment de la inversió estrangera per part del govern espanyol, es va produir un augment de l'edició de llibres en català. L'any 1962 hi havia fins a 270 llibres publicats en català. A partir d'aquí, els augments de publicacions van ser menors, ja que no hi havia prou demanda ni suport de l'Estat per continuar produint aquests llibres.

### Còmic

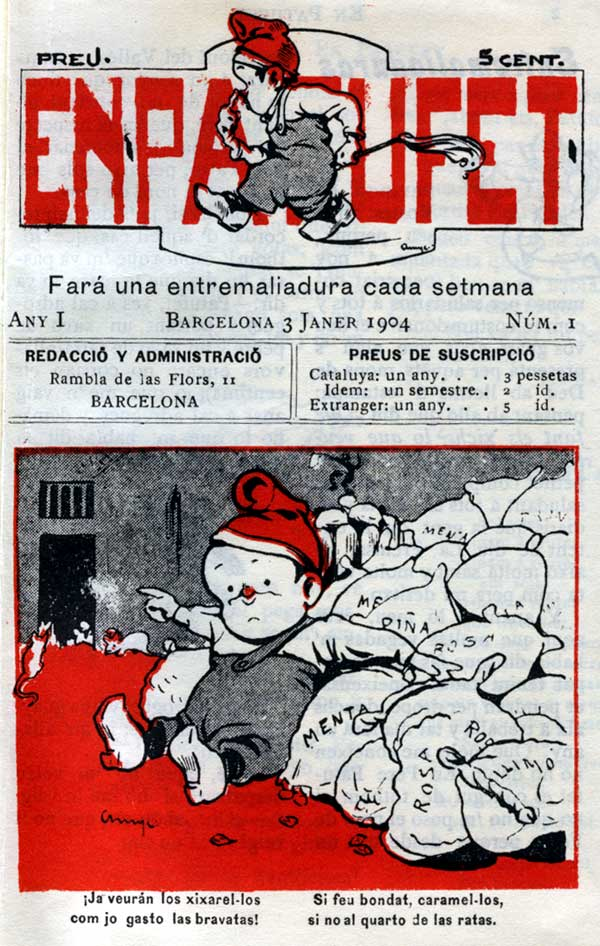
En Patufet

La primera Llei de Premsa de 22 de febrer de 1938 juntament amb l'escasetat de paper van servir al Franquisme per controlar el que es publicava. La llei va perdurar fins al 1966. A mitjans de la dècada de 1940 es va començar a considerar la possibilitat de dictar normes específiques per a les publicacions infantils i juvenils, en considerar que eren un poderós instrument d'adoctrinament, i van sorgir les primeres normes censores pensades més específicament per a les historietes i, en general, per a les publicacions destinades als menors edat. Un moment clau va ser la creació el 1952 de la Junta Assessora de la Premsa Infantil, que tenia la competència de dictar normes reguladores del contingut de les historietes. Complint aquesta comesa, el 21 de gener de 1952 va dictar unes Normes sobre la premsa infantil que indicaven els continguts admissibles per a les publicacions destinades a la infància.
El 1955 es van dictar un Decret (Decret de 24 de juny, pel qual s'establien les normes a què s'han d'ajustar les publicacions infantils i juvenils) i una Ordre (Ordre del Consell de Ministres, de 24 de juny) que van sotmetre a tràmit d'autorització prèvia qualsevol proposta editorial destinada als nens i on es fixaven les potestats censores de l'Administració i es detallaven els continguts vetats.
La Llei de Premsa de 1966, afavorida per Manuel Fraga tenia una aparença de modernitat, però mentre dolcificava la censura per a altres publicacions, indicava que les publicacions infantils i juvenils se sotmetrien a un estatut particular. Aquest va ser aprovat el 1967 (Decret 195/1967, de 19 de gener) i va mantenir la censura per a les historietes detallant encara més que en les anteriors normes el contingut a què s'havien d'ajustar. D'aquesta manera, quan la censura ja començava a remetre al franquisme per a altres publicacions, es va incrementar per a les historietes.
Les primeres víctimes de la censura van ser les publicacions afins a la República, que van desaparèixer tan aviat com es va imposar la dictadura, que les va catalogar com a lectures «dissolvents». La influència de l'esglèsia va fer desaparèixer personatges amb poders quasi divins com Superman, fins al punt que el 1964 la Direcció General de Premsa va prohibir la importació dels superherois nord-americans.
Des del creixement del nacionalcatolicisme, el sexe va ser el gran enemic de la censura i a partir de llavors el retoc de vinyetes va ser constant: biquinis o roba interior femenina es convertien en taques de cos sencer (a Mandrake i The Phantom són nombrosíssims els casos), els pits de les dones es reduïen al punt d'eliminar-se totalment, i les faldilles s'allargaven fins a sota del genoll.
La censura va afectar les principals sèries de Escobar: Zipi i Zape i Carpanta. A la primera es van suavitzar els càstigs de don Pantuflo als seus fills, en que Escobar ridiculitzava els mètodes educatius del règim. Carpanta no era admissible perquè, segons la censura, a Espanya no es passava gana, de manera que el cèlebre rodamón va començar a poder endur-se alguna cosa a la boca.
També es van veure afectades sèries de Ibáñez com 13 Rue del Percebe i La familia Trapisonda. A la primera sèrie hi havia un geni boig capaç de crear vida amb el seu propi monstre de Frankenstein que va ser substituït per un sastre; a la segona el matrimoni va convertir-se en dos germans que vivien junts amb els fills d'ella de manera que Cosme passava a ser l'oncle dels fills. El règim considerava inadmissibles la manca de respecte als pares que es veia a les historieta d'Ibañez així com les discussions entre la parella.
A El Capitán Trueno la violència i les lluites eren un dels seus components més arrelats, de manera que, per a la seva supervivència, no va quedar més remei que infantilitzar les aventures, i eliminar la presència d'espases, cimitarres i ganivets. Fins i tot en reedicions posteriors, de finals dels seixanta, es van retocar els quaderns originals i es van esborrar les armes, i fins i tot es van eliminar vinyetes senceres, fent la història absurda. Una altra sèrie escrita per Víctor Mora, El Jabato també es va veure afectada de forma similar.
També es van modificar molts altres personatges populars com Las hermanas Gilda de Vázquez o Doña Urraca de Jorge,